# Ostry Wierch Kwaczański

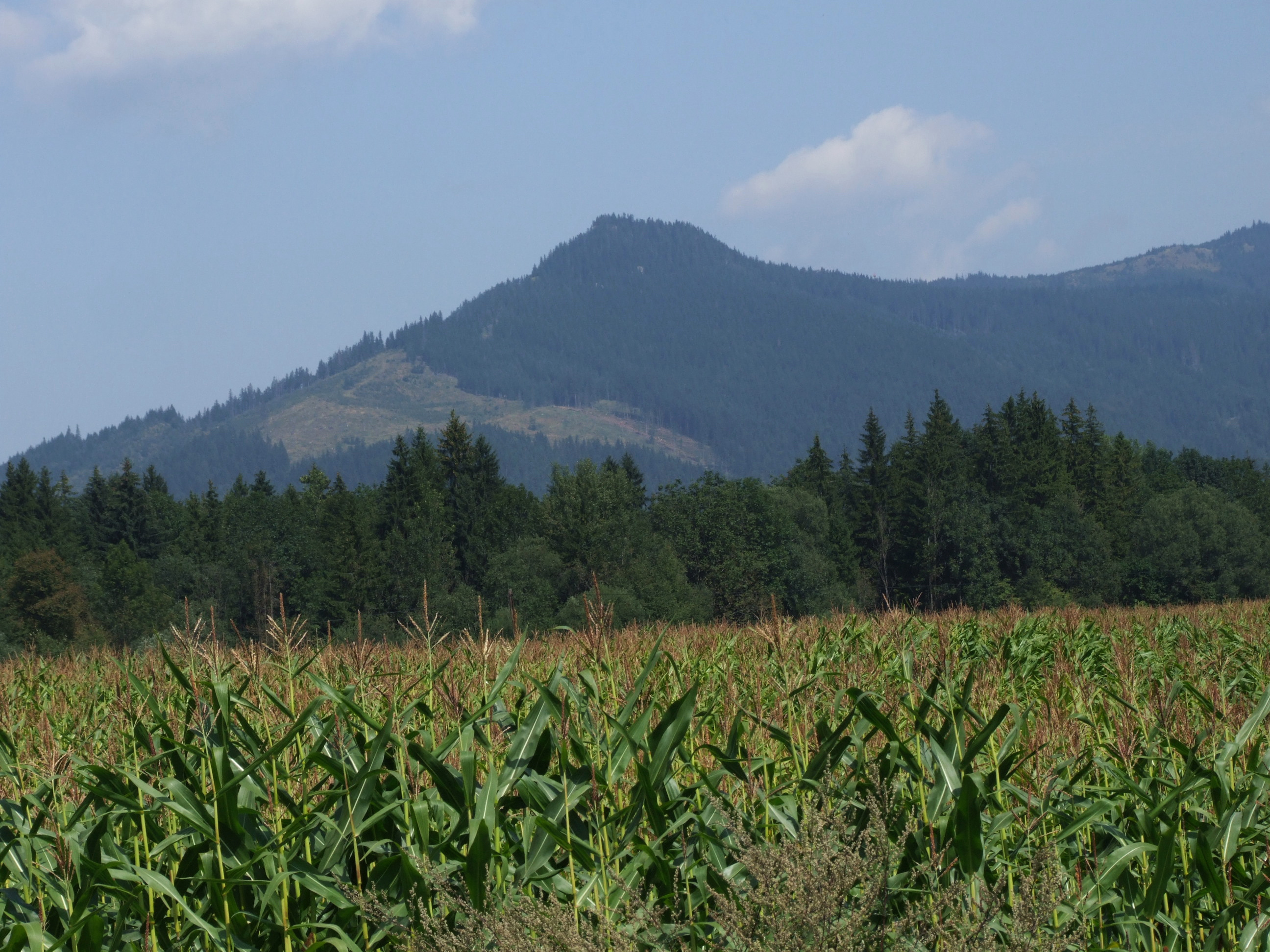
Ostry Wierch Kwaczański, widok z Liptowskich Matiaszowiec

Ostry Wierch Kwaczański (słow. Ostrý vrch) – szczyt Tatr Zachodnich o wysokości 1128 m, zwany też krótko Ostrym Wierchem.
Góra ta to najdalej na zachód wysunięte wzniesienie Tatr, położone na północny wschód od Kwaczan. Leży na końcu bocznego grzbietu odchodzącego na południowy zachód od znajdującej się w grani głównej Jaworzyńskiej Kopy (Javorina, 1277 m). Od Golicy (Holica, 1341 m) jest oddzielony Kwaczańską Przełęczą (Kvačianske sedlo, ok. 1070 m), zwaną też Zawozami.
Szczyt ma charakter lesisto-skalisty. W dolnej części stoków znajdują się też duże polany. Zachodnie zbocza opadają urwiskiem do Doliny Kwaczańskiej (Kvačianska dolina), a konkretnie do jej zwężonej części zwanej Kwaczańskim Wąwozem. W stoki północno-zachodnie wcina się dolina Rohaczowego Potoku, stoki południowo-wschodnie opadają do doliny Jamnik, dnem której płynie niewielki potok Suchý jarok. Obydwa te potoki są dopływami Kwaczanki.